# Jazz Welle Plus
Die Jazz Welle Plus war ein privates Jazz- und Kulturradio, zuerst im Großraum München auf der UKW-Frequenz 92,4 MHz und ab 1991 auch in Hamburg auf der Frequenz 97,1 MHz.

## Geschichte
Gegründet vom damaligen Herausgeber der Jazzzeitung, Hans Ruland (1948–2006), ging der Sender als Jazz Welle am 2. Januar 1986 mit wöchentlich 8 Programmstunden in einer Frequenzgemeinschaft mit Pop-Anbietern (wie Radio Arabella) auf der Münchner Frequenz 92,4 auf Sendung.
Nach der Neuordnung der Sendefrequenzen 1988 und 1994 erhielt die Jazz Welle Plus München 92,4 zusammen mit der Radio K 3 GmbH (Kinder, Kultur, Klassik) des Rechtsanwalts und Jazz-Trompeters Jürgen Buchholtz auf der gleichen Frequenz zunächst 38, dann 133 Sendestunden pro Woche – nun unter dem Namen Jazz Welle Plus.
Auf Betreiben der Hamburger Medienzentrale gründete die Jazz Welle Plus 1991 zusammen mit einer Reihe Hamburger Gesellschafter die Jazz Welle plus Hamburg 97,1, die Hans Ruland als geschäftsführender Gesellschafter bis 1992 leitete. Nach der Rückkehr von Hans Ruland nach München hielt sich die Jazz Welle plus Hamburg nur noch bis 1995.
1997 sah sich Hans Ruland aus persönlichen Gründen gezwungen, die Jazz Welle Plus aufzugeben und verkaufte den Sendeplatz an Energy-Moderator Markus Langemann, dessen Relax FM (bis 2001) an die Stelle des Spartensenders trat. Die Jazz Welle Plus verabschiedete sich am 25. März 1997 mit einem Abschiedskonzert in der Münchner Philharmonie.
Im Konkurrenzkampf um die Werbeeinnahmen mit den anderen privaten Sendern konnte die Jazz Welle mit einem Marktanteil von zwei bis drei Prozent nur auf dem Weg der Selbstausbeutung der Macher mithalten. Nach dem Urteil Rulands hat aber auch „die Vielfalt des Jazz … seine (von vielen auch gar nicht gewollte) Vermarktbarkeit“ behindert.

## Konzept
Als sich Ruland um eine Sendelizenz bewarb, wollte er nicht in erster Linie „Radio machen“, sondern dem Jazz die ihm seiner Meinung nach zustehende Geltung verschaffen. Sein Motto war „das etwas andere Radio, das sich vom (privaten) Dudelfunk abhebt“. Dabei war der Inhalt der Beiträge wichtiger als die Präsentation. Deshalb legte die Jazz Welle Plus äußersten Wert darauf, dass – vor allem bei den Specials – nur Leute zu Wort kamen, die genau wussten, wovon sie redeten. Das Gleiche galt für die Kultur-, Klassik- und Literatursendungen ab 1988.
So gestalteten z. B. neben den Moderatoren der ersten Stunde, dem Jazzexperten und Herausgeber des Bielefelder Katalogs, Manfred Scheffner, und dem Jazz-Journalisten Gerd Filtgen, Musiker wie Oscar Klein oder Roman Schwaller die Jazz-Specials, die Autoren Gunna Wendt und Andreas Geyer regelmäßig die Literatursendungen, während der Klassik-Klub u. a. von den Pianisten Yaara Tal und Andreas Groethuysen betreut wurde. Für die moderneren Spielarten des Jazz und jazzverwandter Musik standen u. a. Mathias Modica, Chuck Herrmann und Michael Reinboth, später auch Marcus A. Woelfle. Die erwähnten Namen stehen stellvertretend für jene Fachleute, die die Jazz Welle Plus unverwechselbar machten.

## Programm
- Jazz von Oldtime bis Avantgarde inkl. Gospel, Blues, Salsa und anderen jazzverwandten Musikrichtungen in Specials, die von Fachleuten moderiert wurden.
- Kultur (Berichte von Münchens Theatern, Ausstellungen, Galerien, Museen, Konzerten und Kinos)
- Klassik vom Mittelalter bis Neuer Musik inkl. Grenzüberschreitungen zwischen U- und E-Musik
- Literatur mit Autoreninterviews, Dichterlesungen, Vorstellung neuer Bücher etc.
- Magazinsendungen mit Jazz und jazzverwandter U-Musik